# Annette Carducci
Annette Carducci est une réalisatrice française née en Allemagne en 1942.

## Biographie
Annette Carducci a suivi des études de sciences politiques en Allemagne avant de s'installer à Paris en 1967.
Réalisatrice de deux longs métrages, elle a surtout travaillé dans le secteur de la production en France et aux États-Unis.
Elle a créé en 2009 la société Mainstreet Productions, qui a cessé son activité en 2015.

## Filmographie
- 1983 : Un homme à ma taille
- 2001 : Not Afraid, Not Afraid